# Намжилдоржийн Данзанванжил
На́мжилдоржийн Да́нзанванжил (монг. Намжилдоржийн Данзанванжил; полное религиозное имя — Ишданзанванжил; тиб. ཡེ་ཤེས་བསྟན་འཛིན་དབང་རྒྱལ, Вайли Ye-shes bsTan-dzin dBang-rgyal; 1854—1907) — монгольский поэт, афорист, врач тибетской медицины цинской эпохи.

## Биография
Родился в 1854 году в чахарском хошуне Хобот-Цаган-Ци (тогда чахарские хошуны подчинялись напрямую маньчжурским властям; сейчас эти земли входят в состав хошуна Шулун-Хобот-Цаган аймака Шилин-Гол) в семье амбаня Намжилдоржа во Внутренней Монголии. В восемь лет в ордосском монастыре Гунгийн-Дзу был признан хубилганом; до 15 лет обучался монгольскому и тибетскому письму; в это время начал писать первые стихи. Однако в 1866 году, когда мятежники-няньцзюни вошли в Ордос и сожгли монастырь, Данзанванжил вернулся в родной хошун и зажил мирской жизнью. В 20 лет уехал в тибетский монастырь Кумбум, где в течение 10 лет проходил традиционное обучение.
В 1880 году предпринял путешествие по Ордосу, Шилин-Голу и Чахару, совершая молебны и распространяя лекарства. Изучив множество сочинений по тибетской медицине, сочинил на тибетском языке несколько ритуальных текстов, соответствующих особенностям монгольского быта и хозяйства («Сувдан уншлага», «Шүрэн уншлага», «Эрдэнийн уншлага»), и использовал их при врачевании. В сорокалетнем возрасте приехал в Их-Хурэ и провёл там несколько лет, а когда число его учеников умножилось, вернулся на родину и до 1905 года прожил в Шилин-Голе, затем вернулся в отстроенный Гунгийн-Дзу, где и скончался в 1907 году.

## Произведения
Крупнейшие произведения Данзанванжила — «Огненная шастра» (Галын шастир) и «Золотое учение святых из Гунгийн-Дзу» (Гүнгийн зуугийн гэгээний алтан сургааль). «Огненная шастра», посвящённая учению пустотности, является поэтическим переложением произведений «Шастра дерева» и «Шастра воды» тибетского сочинителя, Гунтанг-гэгэна Кончог Тенпай Донме (1762—1823). Сборник афоризмов «Золотое учение» посвящён обличению пороков современного ему духовенства и чиновничества, как то: лицемерие и лживость, отсутствие образованности, похоть, произвол, стяжательство, жестокость и несправедливость, а также описанию должных взаимоотношений старших и младших, порядков в семье, отношения к родителям.